# Vijay Kumar
Vijay Kumar (ur. 19 sierpnia 1985) – indyjski strzelec sportowy. Srebrny medalista olimpijski z Londynu.
Specjalizuje się w strzelaniu pistoletowym. Zawody w 2012 były jego pierwszymi igrzyskami olimpijskimi. W Londynie zajął drugie miejsce w rywalizacji w pistolecie szybkostrzelnym (25 m) i trzydzieste pierwsze w pistolecie pneumatycznym. Jest sześciokrotnym medalistą Igrzysk Wspólnoty Narodów w różnych konkurencjach (2006 i 2010). Zdobywał medale na igrzyskach azjatyckich i mistrzostwach Azji.
W roku 2006 został laureatem nagrody Arjuna Award.